# Oenoe synchorda
Oenoe synchorda är en fjärilsart som beskrevs av Edward Meyrick 1919. Oenoe synchorda ingår i släktet Oenoe och familjen äkta malar.
Artens utbredningsområde är Guyana. Inga underarter finns listade i Catalogue of Life.